# 丹氏雅羅魚
丹氏雅羅魚（學名：Leuciscus danilewskii）為輻鰭魚綱鯉形目雅羅魚科的其中一種，分布於歐洲烏克蘭及俄羅斯頓河流域，與同屬其他種類的差異在下頜近等長，上頜稍長，吻部不突出，下頜關節位於眼前緣之前或之下，側線有35-41個鱗片，體長可達24公分，棲息在沙泥底質，水質清澈、水流中緩河流中，成小群活動，屬雜食性，主要以昆蟲及其幼蟲、軟體動物為食，也以其他底棲無脊椎動物和藻類為食。